# Ataque aéreo a Mossul em 2017
O ataque aéreo a Mossul em 2017 foi um bombardeio estadunidense no bairro de al-Aghawat al-Jadidah, no oeste de Mossul, em 17 de março de 2017, que matou 278 civis. O incidente foi o maior número de mortos infligido por um ataque aéreo da coalizão desde a invasão do Iraque em 2003 pelas forças dos Estados Unidos.

## Antecedentes
A partir de 16 de outubro de 2016, as forças lideradas pelos estadunidenses começaram a retomar o controle da cidade de Mossul depois que esta caiu sob a ocupação do Estado Islâmico do Iraque e do Levante em 2014. Em 24 de janeiro de 2017, a metade oriental da cidade foi libertada do controle do Estado Islâmico, e as forças da coalizão começaram a avançar para o oeste de Mossul logo depois.
Em fevereiro, o governo Trump declarou que os Estados Unidos aumentariam acentuadamente seu apoio à ofensiva em Mossul. O Pentágono informou que cerca de 1.400 munições diferentes foram lançadas nas últimas duas semanas de março. O Observatório Iraquiano para os Direitos Humanos corroborou um aumento no índice de ataques de drones e relatou 3.846 mortes de civis e a destruição de 10.000 casas desde o início da ofensiva no oeste de Mossul.  Bassma Bassim, chefe do Conselho Distrital de Mosul, afirmou que os ataques aéreos de 10 a 17 de março sozinhos mataram "mais de 500" civis.

## Ataque
Em 18 de março, o Departamento de Defesa dos Estados Unidos afirmou que a coalizão liderada pelos estadunidenses havia conduzido "oito ataques consistindo em 73 combates no Iraque, coordenados com e em apoio ao governo iraquiano" e quatro desses ataques direcionados ao Estado Islâmico em Mossul. Eles observaram que os ataques "engajaram três unidades táticas do Estado Islâmico; destruíram 56 veículos do Estado Islâmico, 25 posições de combate, cinco sistemas de granadas propelidas por foguete, duas metralhadoras médias, dois sistemas de morteiros e um carro-bomba do Estado Islâmico; e suprimiram 20 equipes de morteiros e quatro unidades táticas do Estado Islâmico". No dia seguinte, notaram mais cinco ataques em Mossul que "engajaram quatro unidades táticas do Estado Islâmico; destruíram 14 posições de combate, quatro veículos, dois sistemas de granadas propelidas por foguete, uma metralhadora média e um sistema de artilharia; danificaram 14 rotas de abastecimento; e suprimiram cinco equipes de morteiros e três unidades táticas do Estado Islâmico". Alguns residentes do bairro de al-Jadida dizem que o ataque aéreo atingiu um caminhão cheio de explosivos, detonando uma explosão que derrubou prédios repletos de famílias.